# Đông Ujimqin
Đông Ujimqin (giản thể: 东乌珠穆沁旗; phồn thể: 東烏珠穆沁旗; bính âm: Dōng Wūzhūmùqìn Qí, Hán Việt: Đông Ô Châu Mục Thấm Kỳ) là một kỳ của minh Tích Lâm Quách Lặc, khu tự trị Nội Mông Cổ, Trung Quốc. Đông Ujimqin có khí hậu lạnh bán khô hạn với một mùa đông khô hạn và một mùa hè nóng. Nhiệt độ trung bình tháng một là −20,8 °C, và nhiệt độ trung bình tháng 7 là 21,1 °C, nhiệt độ trung bình năm là 1,38 °C. Lượng mưa xấp xỉ 260 mm.

### Trấn
- Ô Lý Nhã Tư Thái (乌里雅斯太镇)
- Đại Đặc Náo Nhĩ (道特淖尔镇)
- Ngạch Cát Náo Nhĩ (额吉淖尔镇)
- Mãn Đô Hồ Bảo Lạp Cách (满都胡宝拉格镇)
- Dát Đạt Bố Kỳ (嘎达布其镇)

### Tô mộc
- Tát Mạch (萨麦苏木)
- Hô Nhiệt Đồ Náo Nhĩ (呼热图淖尔苏木)